# Dinesh Kumar
Dinesh Kumar (Hindi दिनेश कुमार; * 25. August 1988 in Bhiwani, Haryana) ist ein ehemaliger indischer Boxer im Halbschwergewicht.

## Werdegang
Dinesh Kumar wurde von Jagdish Singh als Boxer entdeckt und an das Sport Authority of India Boxing Center (SAI) in Bhiwani geholt und wird dort auch von diesem trainiert. Einer seiner dortigen Trainingspartner ist Vijender Kumar (Mahimal Vijender Singh). Er ist auch Mitglied des Bhiwani Boxing Club und gehört seit 2006 der indischen Nationalmannschaft der Boxer an und wird in dieser von Nationaltrainer G. S. Sandhu betreut.
Seine größten Erfolge in der Jugend waren der Gewinn der Silbermedaille bei den Kadetten-Asienmeisterschaften 2004 in Vietnam und einer Bronzemedaille bei den Junioren-Asienmeisterschaften 2006 in Indien.
Bei den Asienmeisterschaften 2007 in der Mongolei schied er im Achtelfinale aus, erreichte aber das Finale bei der asiatischen Olympiaqualifikation 2008 in Astana und qualifizierte sich damit für die Olympischen Spiele 2008 in Peking. Dort unterlag er jedoch im ersten Kampf gegen Abdelhafid Benchabla.
Beim Weltcup 2008 in Moskau gewann er eine Bronzemedaille und schlug diesmal auch Abdelhafid Benchabla, ehe er beim Kampf um den Finaleinzug gegen Artur Beterbijew ausgeschieden war. Eine weitere Bronzemedaille gewann er bei den Asienmeisterschaften 2009 in China, als er im Halbfinale gegen Elshod Rasulov unterlag. Bei den Weltmeisterschaften 2009 in Mailand besiegte er Vladimír Řezníček und Constantin Bejenaru, ehe er im Viertelfinale gegen Artur Beterbijew verlor.
2010 gewann er, mit einem kampflosen Finalsieg gegen Callum Johnson, die Goldmedaille bei den Commonwealth-Meisterschaften in Indien. Bei den Commonwealth Games 2010 in Indien hingegen, schied er im Achtelfinale knapp gegen Obed Mbwakongo aus.
Seinen größten Erfolg erzielte er mit dem Gewinn der Silbermedaille bei den Asienspielen 2010 in China, nachdem er erst im Finale an Elshod Rasulov gescheitert war. Im selben Jahr wurde er für seine sportlichen Erfolge mit dem Arjuna Award ausgezeichnet. Bei den Asienmeisterschaften 2011 in Südkorea und 2013 in Jordanien erreichte er noch jeweils das Viertelfinale. Bei den Weltmeisterschaften 2011 in Baku setzte er sich gegen Dipak Maharjan und Boško Drašković durch und unterlag im Achtelfinale gegen Damien Hooper.
Im Mai 2014 wurde er bei einem Verkehrsunfall in der Nähe von Patiala verletzt und konnte somit nicht mehr an den Commonwealth Games 2014 in Schottland teilnehmen. Seit diesem Unfall trat er international nicht mehr in Erscheinung.